# Hans Basart

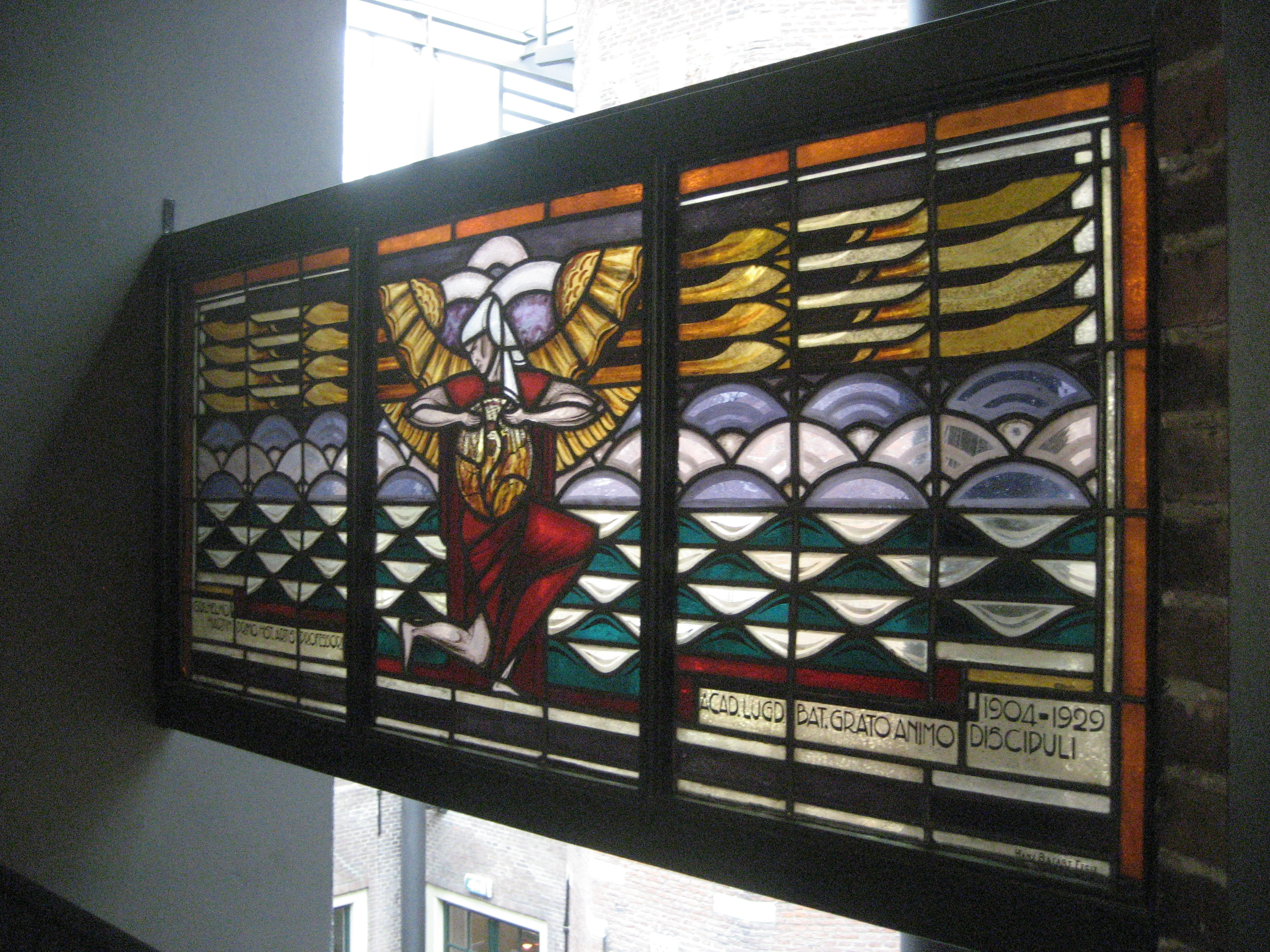
Honoris Guilhelmo Martin (1930), Leiden

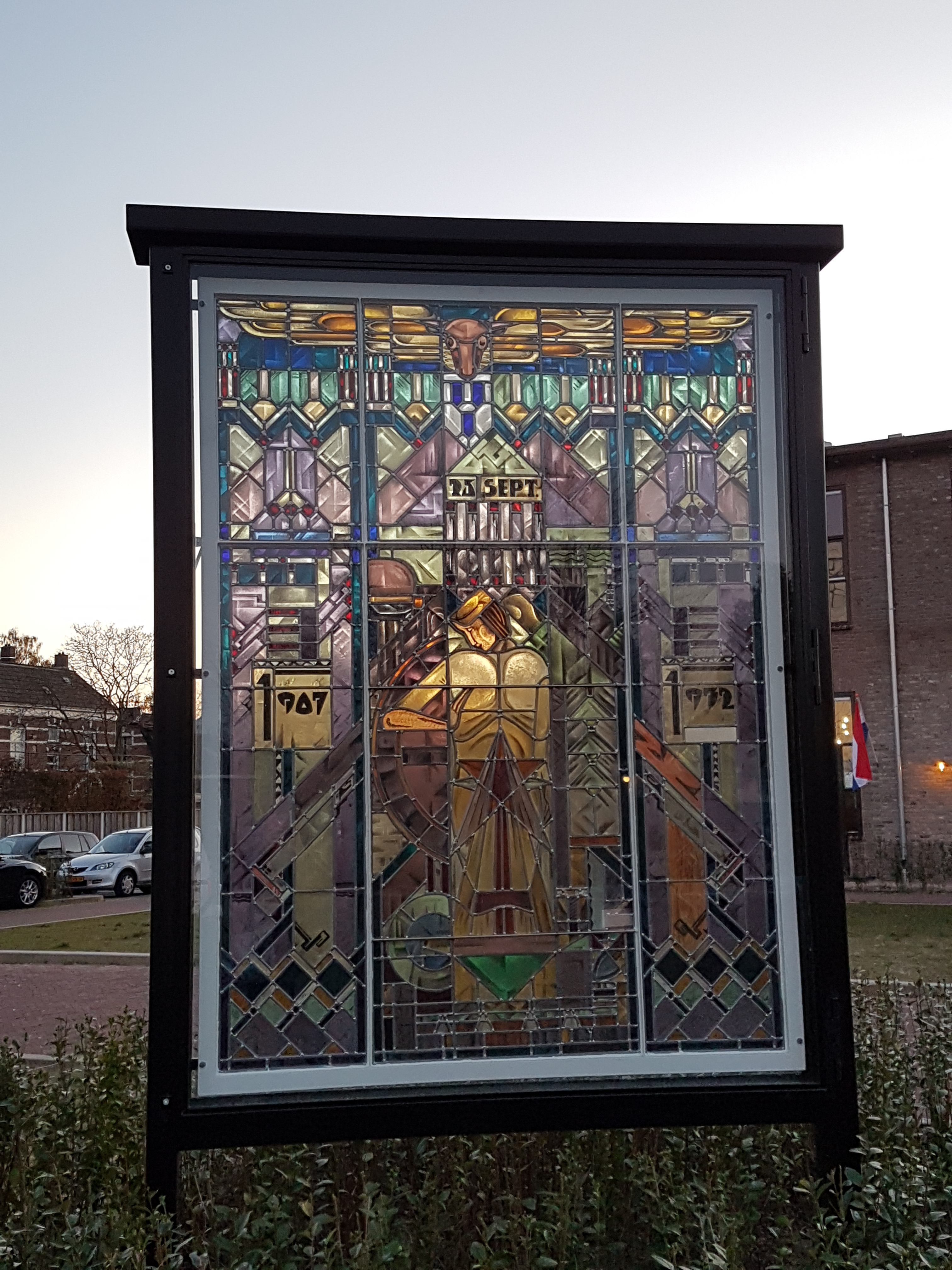
Ambachtsschool (1932), Winterswijk

Henri Johan Marie (Hans) Basart (Rotterdam, 24 december 1899 – Naarden, 13 december 1988) was een Nederlands schilder, glazenier, kunsthistoricus, academiedirecteur en conservator.

## Leven en werk
Hans Basart was een zoon van Cornelis Hendrikus Basart en Elizabeth Geertruida Vogt. In 1907 verhuisde het gezin naar Den Haag. Basart werd er opgeleid aan de Academie van Beeldende Kunsten, als leerling van Bon Ingen-Housz en Cornelis Rol, en studeerde tot 1921 kunstgeschiedenis in Leiden. Hij maakte mozaïeken en gebrandschilderd glas, aanvankelijk in de stijl van Roland Holst en Toorop. In 1927 startte hij met W.J.A.F.R. van den Clooster baron Sloet tot Everlo Basart & Sloet Ateliers voor glas in lood en glasschilderkunst in Den Haag, dat drie jaar later werd omgezet in Basart en Sloet N.V., waarvan Basart directeur was. In 1932 werd het faillissement uitgesproken voor de firma, maar zij bleef zeker tot 1935 actief.
Basart werd in 1936 docent kunstgeschiedenis, iconologie en heraldiek aan de Rotterdamse Academie. Hij was van 1946 tot aan zijn pensioen per 1 januari 1965 directeur van de academie. Hij was daarnaast voorzitter van de Vereniging van Middelbare Kunst- en Kunstnijverheidsscholen. Basart gaf lezingen op het gebied van kunstgeschiedenis en werd meerdere malen gevraagd als jurylid, onder meer bij de toekenning van de Hofwijckprijs 1973.
In 1964 werd Basart benoemd tot officier in de Orde van Oranje-Nassau. Hij werd eind dat jaar 65, waarna hij met pensioen ging. Hij werd als directeur opgevolgd door Pierre Janssen. Van 1970 tot ca. 1976 was Basart conservator van het Museum Swaensteijn in Voorburg. Als dank voor zijn grote verdienste voor het culturele leven in Voorburg, ontving hij in 1972 de zilveren erepenning van de gemeente. In 1980 werd hij onderscheiden met een zilveren medaille van de Franse Société académique Arts Sciences Lettres.
Basart overleed op 88-jarige leeftijd.

## Enkele werken
- 1928 ontwerp drie ramen voor de raadzaal in het stadhuis van Bergen op Zoom: het 'glas van de Stad', het 'glas van het Markiezaat' en het 'glas van Vrede en Welvaart'. Uitgevoerd in het atelier van H.J. Happel in Bergen op Zoom.
- 1930 Honoris Guilhelmo Martin in het Academiegebouw in Leiden. Werd in 1930 geplaatst in het nieuwe onderkomen van het Prentenkabinet, het raam verwijst naar het zilveren jubileum van hoogleraar Wilhelm Martin een jaar daarvoor.
- 1932 gedenkraam voor het zilveren jubileum van de Ambachtsschool in Winterswijk. Na sloop van de school werd het in 2018 herplaatst als vrijstaand kunstwerk.[7]
- 1933? raam in de zijgevel van De Zonnebelt, praktijk en woonhuis voor een dierenarts in Holten.
- 1938 dertien tekeningen voor De Nederlandsche Musea, een museumgids uitgegeven in opdracht van het ministerie van Onderwijs, Kunsten en Wetenschappen.[8]
- 1941 Aurora, keramisch mozaïek, uitgevoerd door Goedewaagen
- 1947-1948 veertig ramen voor het stadhuis van Culemborg, met taferelen uit de geschiedenis van Culemborg en de wapens van Willem van Oranje, het geslacht Oranje-Nassau, het koninkrijk der Nederlanden en van Waldeck-Pyrmont.[4]
- 1949 vier glas-in-loodramen voor het pensionaat Mariakroon in Culemborg.
- voor het stadhuis van Gouda: series van zes ramen voor zowel de raadzaal, de burgemeesterskamer en het bovenplein, een serie van zestien ramen voor de trouwzaal en in het trappenhuis een glas met de wapens van 25 omringende gemeenten; behalve wapenschilden van Zuid-Holland en Gouda vervaardigde hij ook ramen met de wapenschilden van bekende Gouwenaren en met symbolen van de vier deugden Sapientia (wijsheid), Fortitudo (kracht), Continentia (matigheid) en Justitia (rechtvaardigheid).[9]

- Biografisch Portaal: 72972242
- RKD-Nederlands Instituut voor Kunstgeschiedenis: 4850